# Goran Jerković
Goran Jerković (* 15. September 1976 in Belgrad/Stadtteil Zemun/Jugoslawien) ist ein kroatischer Handballspieler. Seine Körperlänge beträgt 2,04 m.
Jerković, der für den deutschen Zweitligisten Eintracht Hildesheim (Rückennummer 15) spielt und früher für die kroatische Männer-Handballnationalmannschaft auflief, wird meist im  linken Rückraum eingesetzt.
Goran Jerković debütierte für RK Brodomerkur Split in der ersten kroatischen Liga und wechselte später zu RK Metković Jambo. In der Saison 2000/01 gelang es ihm, mit diesem Verein, am Serienmeister RK Zagreb vorbeizukommen und kroatischer Meister zu werden. Zudem gewann er 2000 den EHF-Pokal und zog 2001 noch einmal ins Finale dieses Wettbewerbs ein. Eben 2002 entschied er sich, ins Ausland zu wechseln; ursprünglich strebte er ein Engagement in der deutschen Handball-Bundesliga an, schließlich aber landete er in Portugal bei Sporting Lissabon. Dort wurde er zum besten Spieler des Jahres 2002 gewählt. 2004 wechselte er für ein Jahr zu Grupo OMP nach Spanien, bevor er 2005 in seine Heimat zurückkehrte und sich dem RK Split anschloss. Im Januar 2006 bot sich ihm endlich die Gelegenheit, nach Deutschland zu wechseln, nämlich zum abstiegsbedrohten VfL Pfullingen. Im Mai 2006 wurde Jerković allerdings schon wieder suspendiert, als er im Training die Beherrschung verlor und Petr Kust urplötzlich mit der Faust ins Gesicht schlug. Nach einem halben Jahr ohne Arbeitgeber wurde Jerković Anfang 2007 vom Süd-Zweitligisten ThSV Eisenach unter Vertrag genommen. Bei den Thüringern half er mit, den Klassenerhalt zu sichern, und empfahl sich so für höhere Aufgaben. Im Sommer 2007 wurde er vom Nord-Zweitligisten Eintracht Hildesheim verpflichtet. Sein Vertrag lief 2009 aus.
Goran Jerković hat exakt 141 Länderspiele für die kroatische Männer-Handballnationalmannschaft bestritten. Mit seinem Land
gewann er die Mittelmeerspiele 1997 in Bari und nahm an der Handball-Weltmeisterschaft der Männer 1997 in Japan teil sowie an der Handball-Europameisterschaft 1998 in Italien.